# Rallye Dakar 2000

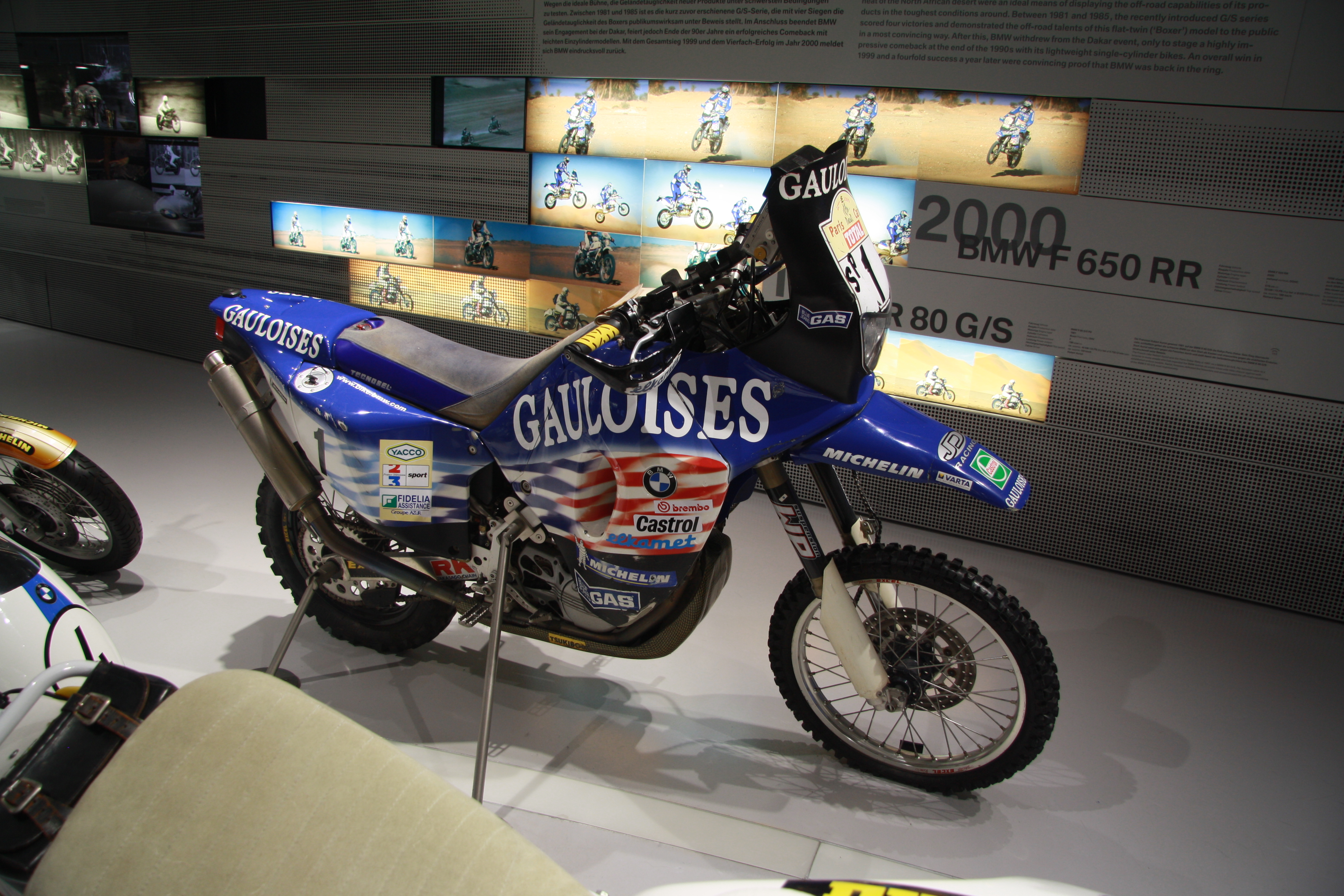
BMW F 650 R

Die Rallye Dakar 2000 (Paris-Cairo) war die 22. Ausgabe der Rallye Dakar. Sie begann am 9. Januar 2000 in Dakar und endete am 23. Januar 2000 in Kairo.
Die Strecke führte erstmals von West- nach Ostafrika über 7.863 km (davon 5.012 Wertungskilometer) durch Senegal, Mali, Burkina Faso, Niger, Libyen und Ägypten.
An der Rallye nahmen insgesamt 365 Teilnehmer – 135 Autos, 200 Motorräder und 30 LKW teil.

## Endwertung

### PKW
|    | Fahrer               | Fahrzeug                    |
| -- | -------------------- | --------------------------- |
| 1. | Jean-Louis Schlesser | Schlesser Buggy             |
| 2. | Stéphane Peterhansel | Aixam-Mega                  |
| 3. | Jean-Pierre Fontenay | Mitsubishi Pajero Evolution |

### LKW
|    | Fahrer            | Fahrzeug  |
| -- | ----------------- | --------- |
| 1. | Wladimir Tschagin | KAMAZ     |
| 2. | Karel Loprais     | Tatra 815 |
| 3. | Firdaus Kabirow   | KAMAZ     |

### Motorräder
|    | Fahrer         | Fahrzeug |
| -- | -------------- | -------- |
| 1. | Richard Sainct | BMW      |
| 2. | Oscar Gallardo | BMW      |
| 3. | Jimmy Lewis    | BMW      |